# Arabis stellulata
Arabis stellulata är en korsblommig växtart som beskrevs av Antonio Bertoloni. Arabis stellulata ingår i släktet travar, och familjen korsblommiga växter. Inga underarter finns listade i Catalogue of Life.

## Bildgalleri

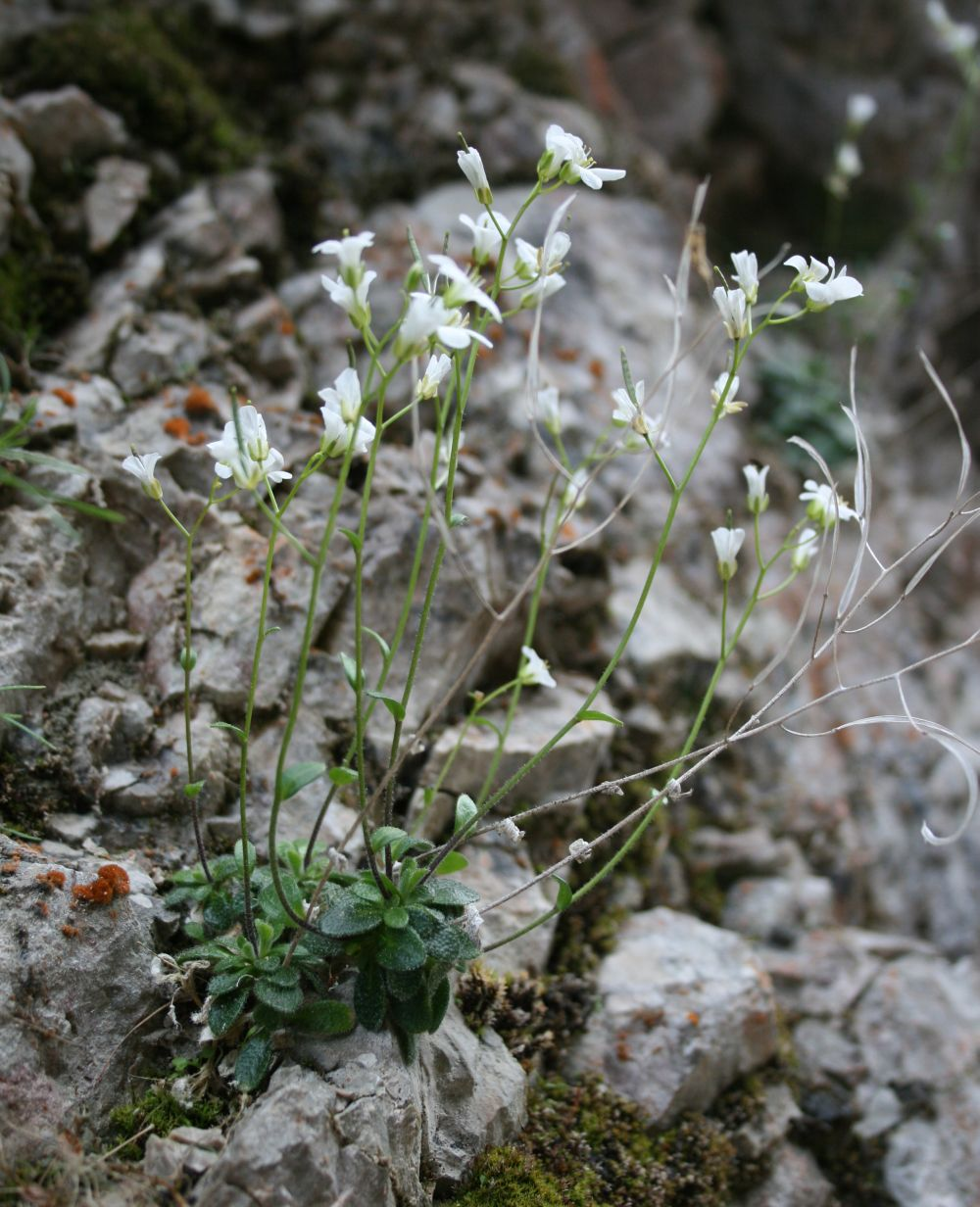